# USSR International 1990
Die USSR International 1990 im Badminton fanden vom 25. bis zum 28. Oktober 1990 in Moskau statt.

## Sieger und Platzierte
| Disziplin    | Gold                                | Silber                        | Bronze                              |
| ------------ | ----------------------------------- | ----------------------------- | ----------------------------------- |
| Herreneinzel | Andrei Antropow                     | Pawel Uwarow                  | Igor Dmitrijew                      |
| Herreneinzel | Andrei Antropow                     | Pawel Uwarow                  | Vitaliy Shmakov                     |
| Dameneinzel  | Jelena Rybkina                      | Vlada Chernyavskaya           | Tracy Dineen                        |
| Dameneinzel  | Jelena Rybkina                      | Vlada Chernyavskaya           | Irina Serova                        |
| Herrendoppel | Andrei Antropow Sergey Sevryukov    | Alexej Sidorov Pawel Uwarow   | Igor Dmitrijew Mikhail Korshuk      |
| Herrendoppel | Andrei Antropow Sergey Sevryukov    | Alexej Sidorov Pawel Uwarow   | Vitaliy Shmakov Nikolai Sujew       |
| Damendoppel  | Elena Rybkina Vlada Chernyavskaya   | Tracy Dineen Julie Munday     | Natalja Ivanova Tatiana Khoroshina  |
| Damendoppel  | Elena Rybkina Vlada Chernyavskaya   | Tracy Dineen Julie Munday     | Olga Kuznetsova Aleksandra Solovova |
| Mixed        | Mikhail Korshuk Vlada Chernyavskaya | Vitaliy Shmakov Viktoria Pron | Peter Knowles Julie Munday          |
| Mixed        | Mikhail Korshuk Vlada Chernyavskaya | Vitaliy Shmakov Viktoria Pron | Nikolai Sujew Irina Serova          |

## Finalergebnisse
| Disziplin    | Sieger                              | Finalist                      | Ergebnis    |
| ------------ | ----------------------------------- | ----------------------------- | ----------- |
| Herreneinzel | Andrei Antropow                     | Pawel Uwarow                  | 15–5, 15–8  |
| Dameneinzel  | Elena Rybkina                       | Vlada Chernyavskaya           | 11–2, 11–9  |
| Herrendoppel | Andrei Antropow Sergey Sevryukov    | Alexej Sidorov Pawel Uwarow   | 15–2, 15–8  |
| Damendoppel  | Elena Rybkina Vlada Chernyavskaya   | Tracy Dineen Julie Munday     | 15–8, 15–11 |
| Mixed        | Mikhail Korshuk Vlada Chernyavskaya | Vitaliy Shmakov Viktoria Pron | 17–14, 15–6 |